# Xysticus multiaculeatus
Xysticus multiaculeatus är en spindelart som beskrevs av Lodovico di Caporiacco 1940. Xysticus multiaculeatus ingår i släktet Xysticus och familjen krabbspindlar.
Artens utbredningsområde är Etiopien. Inga underarter finns listade i Catalogue of Life.